# Brenania rhomboideifolia
Brenania rhomboideifolia är en måreväxtart som beskrevs av Ernest Marie Antoine Petit. Brenania rhomboideifolia ingår i släktet Brenania och familjen måreväxter.
Artens utbredningsområde är Kongo-Kinshasa. Inga underarter finns listade i Catalogue of Life.